# شاه‌بلوط شیرین
شاه‌بلوط شیرین (نام علمی: Castanea sativa) نام یک گونه از سرده شاه‌بلوط است.